# رولینگ استونز (فیلم)
«رولینگ استونز» (انگلیسی: Rolling Stones (film)) یک فیلم به کارگردانی دل هندرسون است که در سال ۱۹۱۶ منتشر شد.